# Vesak

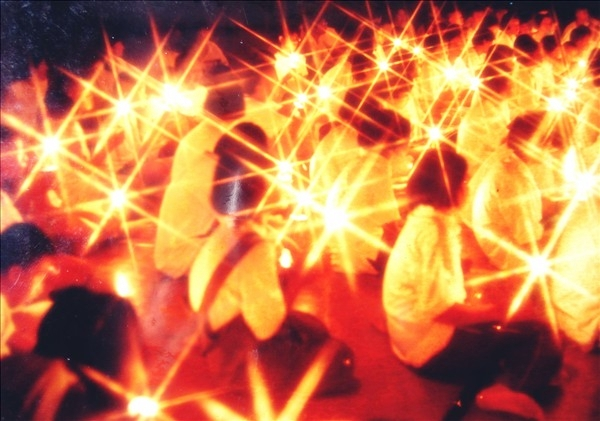
Vesak w Tajlandii

Vesak lub Wesak – syngaleska nazwa najważniejszego buddyjskiego święta, obchodzonego w wielu krajach Azji w maju, a od 2000 roku na arenie międzynarodwej. 
Inne wersje nazwy: pali Visākha, sanskryt वैशाख trl. Vaiśākha; hindi: बैसाख trl. Baisākh, chiński 佛誕 fó dàn, tajski, วิศาขบูชา Visakha Puja, wietnamski Phật Đản, japoński 花祭 Hanamatsuri.
Święto związane jest z dniem narodzin, oświecenia i śmierci Buddy, według tradycji przypadającym podczas majowej pełni Księżyca. Zgodnie z kalendarzem lunarnym dzień ten zwany jest Vaiśākha purnima, czyli pełnia księżyca miesiąca Vaiśākha. W Indiach jest świętem narodowym, znanym jako Buddha Jayanti, czyli „Narodziny Buddy”.
8 lutego 2000 roku Zgromadzenie Ogólne ONZ proklamowało Dzień Wesak świętem międzynarodowym (rezolucja A/RES/54/115).